# Jaroslav Rokoský
Jaroslav Rokoský (* 13. prosince 1969, Pelhřimov) je český historik a pedagog, specializující se na oblast první československé republiky, dějin komunistického režimu a dějiny Agrární strany.

## Život
Narodil se v Pelhřimově. Vystudoval Pedagogickou fakultu Univerzity Jana Evangelisty Purkyně v Ústí nad Labem (1988–1993), obor dějepis – český jazyk. Od roku 1995 působí jako historik a vysokoškolský pedagog na své alma mater.

## Vzdělání
V roce 2004 složil doktorskou zkoušku na Filozofické fakultě University Karlovy, kde získal i titul doktora filosofie. Jeho disertační práce „Rudolf Beran a jeho doba“ je velmi hlubokou a obsáhlou sondou do složitých historických okolností, které halí rozporuplnou osobnost českého druhorepublikového předsedy vlády. Roku 2022 se na Filozické fakultě Univerzity Jana Evangelisty Purkyně habilitoval a získal titul docent.

## Odborná a vědecká činnost
Od roku 1995 působí na katedře historie PF UJEP, od roku 2005 pak na katedře historie FF UJEP, kde působil také ve funkci zástupce vedoucího katedry historie. Je řešitelem několika významných grantů a autorem stěžejních studií k problematice první československé republiky.
Od roku 2008 pracuje v Ústavu pro studium totalitních režimů, kde je také vedoucím Oddělení výzkumu období 1945–1968.
Během své akademické činnosti vytvořil v rámci konceptů orální historie audiovizuální projekt „Československé osudy“, který dokumentuje komunistický režim, zejména padesátá léta, očima pamětníků.

## Dílo
Jaroslav Rokoský je autor řady studií a jiných příspěvků v odborných periodikách a kolektivních monografiích. V roce 2011 vydal rozsáhlou knižní monografii Rudolf Beran a jeho doba: vzestup a pád agrární strany, v níž prostřednictvím osudu protagonisty přibližuje krizové okamžiky českých moderních dějin („agrárníkovi“ Rudolfu Beranovi hrozil trest smrti za nacistů i za komunistů) a sleduje agrární politické hnutí od jeho počátků. Jeho trojdílná kniha Útěk z Leopoldova byla nominována na cenu Magnesia Litera 2022 za naučnou literaturu.